# Land (DDR)

Deutsche Länder 1947:
Rot: Sowjetische Besatzungszone und Sowjetischer Sektor in Berlin;
dunkelgrau: westliche Besatzungszonen und Sektoren in Berlin.
Zur Bildung eines Landes Berlin auf dem Gebiet Groß-Berlins kam es erst 1990.

Mecklenburg
Brandenburg
Sachsen-Anhalt
Sachsen
Thüringen

Die Länder, die 1945 als staatliche Verwaltungseinheiten der Sowjetischen Besatzungszone (SBZ) zugeordnet wurden, während dort ab Dezember 1946 Länderverfassungen verabschiedet worden sind, gehörten ab 1949 zur Deutschen Demokratischen Republik (DDR).
Nach der II. SED-Parteikonferenz wurden sämtliche Landesbehörden im Juli 1952 aufgelöst und im Sinne eines zentralstaatlichen Planungssystems durch 14 „Räte der Bezirke“ ersetzt. Neben den 14 Bezirken, die der Verwaltung dienten, wurde der Ostteil Berlins durch den Magistrat von Groß-Berlin geführt. Die Länderkammer der Deutschen Demokratischen Republik wurde 1958 aufgelöst und die letzten formellen Überbleibsel mit der Verfassungsreform 1974 beseitigt.
Am 3. Oktober 1990 wurden die Länder als Gliedstaaten des Bundes wieder eingerichtet.

## Die Länder von 1945 bis Dezember 1958
Auf Befehl der Sowjetischen Militäradministration in Deutschland (SMAD) vom 9. Juli 1945 wurden auf dem Gebiet der SBZ als Verwaltungseinheiten zunächst drei Länder und zwei preußische Provinzen gegründet. Letztere wurden nach der Auflösung Preußens durch das Kontrollratsgesetz Nr. 46 vom 25. Februar 1947 ebenfalls zu Ländern. Der sowjetische Sektor der Viersektorenstadt Berlin war als „demokratischer Sektor“ völkerrechtlich zu keinem Zeitpunkt „integrierter Bestandteil“ der SBZ oder der DDR und gehörte daher weder zu einem der fünf Länder noch bildete er ein eigenes Land.
Es bestanden die folgenden fünf Länder:
| Land           | Hauptstadt             | Fläche     | Einwohner | Flagge | Wappen | Verfassung        | Anmerkungen |
| -------------- | ---------------------- | ---------- | --------- | ------ | ------ | ----------------- | --- |
| Mecklenburg    | Schwerin               | 23.402 km² | 2.120.000 |        |        | 15. Januar 1947   | bis zum Verbot des Namens durch die SMAD: Mecklenburg-Vorpommern                                                  |
| Brandenburg    | Potsdam                | 27.612 km² | 2.630.000 |        |        | 6. Februar 1947   | 1947 aus der preußischen Provinz Mark Brandenburg entstanden; anfangs unter der Bezeichnung Land Mark Brandenburg |
| Sachsen-Anhalt | Halle (Saale)          | 24.576 km² | 4.200.000 |        |        | 10. Januar 1947   | bis zur Auflösung Preußens: Provinz Sachsen-Anhalt                                                                |
| Sachsen        | Dresden                | 17.004 km² | 5.720.000 |        |        | 28. Februar 1947  | |
| Thüringen      | Weimar, ab 1950 Erfurt | 15.585 km² | 2.930.000 |        |        | 20. Dezember 1946 | |

Zunächst wurden als Vorparlamente sogenannte Beratende Versammlungen ernannt, die bis zur Zusammenkunft der ersten Landtage nach den Landtagswahlen am 20. Oktober 1946 die – ebenfalls ernannte – Verwaltung kontrollierten. Nachdem die SED in dieser halbwegs freien Wahl trotz der erheblichen Benachteiligung der anderen Parteien die angestrebte absolute Mehrheit verfehlte – in Sachsen-Anhalt wurde sogar eine Regierung aus CDU und LDP gebildet – wurde das Wahlrecht abgeändert. Bei künftigen Wahlen war nur noch die Einheitsliste der Nationalen Front wählbar, die den Führungsanspruch der SED garantierte.
Zwischen Dezember 1946 und Februar 1947 gaben sich die Länder eigene Verfassungen. Für das spätere Land Mecklenburg war von deutscher Seite zunächst die Bezeichnung „Mecklenburg-Vorpommern“ vorgesehen, auch in Verfassungsentwürfen wurde dieser Name gewählt. Die SMAD stellte 1947 allerdings klar, dass in ihrem Befehl zur Gründung des Landes nur vom „Verwaltungsgebiet Mecklenburg“ gesprochen wurde und der Zusatz „Vorpommern“ daher unzulässig sei.
Mit der Gründung der DDR 1949 verloren die Länderinstitutionen einen Großteil ihrer Befugnisse, da die DDR im Gegensatz zur Bundesrepublik Deutschland nur formell als Bundesstaat angelegt war. Die Verfassung der DDR übertrug die Gesetzgebungskompetenz in allen Bereichen der Republik dem Zentralstaat. Die Länder konnten daher nur noch in nicht zentral geregelten Bereichen eigene Gesetze erlassen. Die Vertretung der Länder auf föderaler Ebene, die Länderkammer der DDR, hatte ein Einspruchsrecht gegen Gesetze, konnte aber von der Volkskammer überstimmt werden.
Bei den Landtagswahlen am 15. Oktober 1950 erhielt die Einheitsliste in allen Ländern offiziell jeweils über 99 % der abgegebenen Stimmen bei einer amtlichen Wahlbeteiligung von jeweils über 98 %. Mit der Verwaltungsreform von 1952 wurden am 23. Juli die verbliebenen Aufgaben der Landesbehörden an die neugeschaffenen Bezirke übertragen und dadurch de facto das Ende der Länder besiegelt. 1958 wurde die Länderkammer schließlich aufgelöst. Allerdings bestanden die Länder – wenn auch politisch längst bedeutungslos – formal weiter; erst die DDR-Verfassung von 1968 sowie die weitreichenden verfassungsrechtlichen Änderungen von 1974 eliminierten alle föderalistischen Elemente der Staatlichkeit der DDR, um das Prinzip des „demokratischen Zentralismus“ gegen das Modell einer repräsentativen und freiheitlichen Grundordnung durchzusetzen.

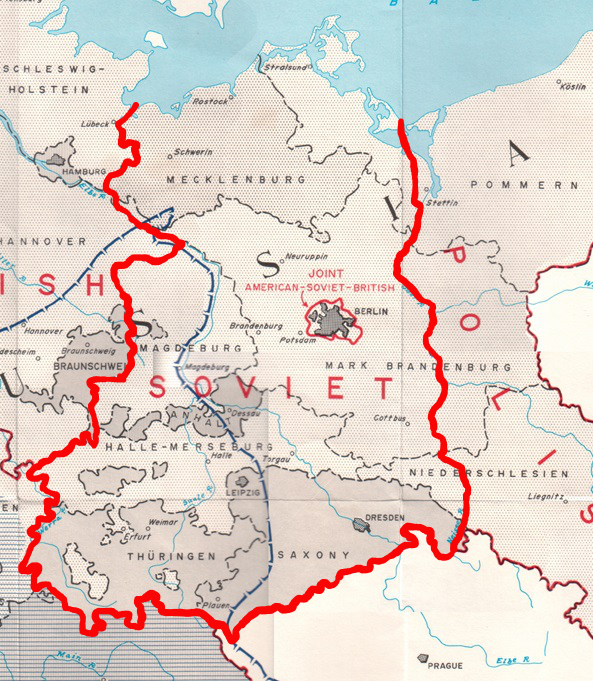
Die Länder des Deutschen Reiches und die Provinzen Preußens innerhalb der Sowjetischen Besatzungszone (1945)
Zum Vergleich: Die Länder des Deutschen Reiches (1925)
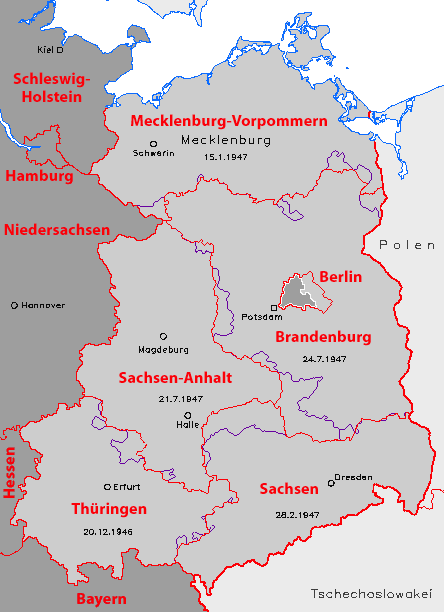
Vergleich der Ländergrenzen von 1947 (violett) und 1990 (rot)
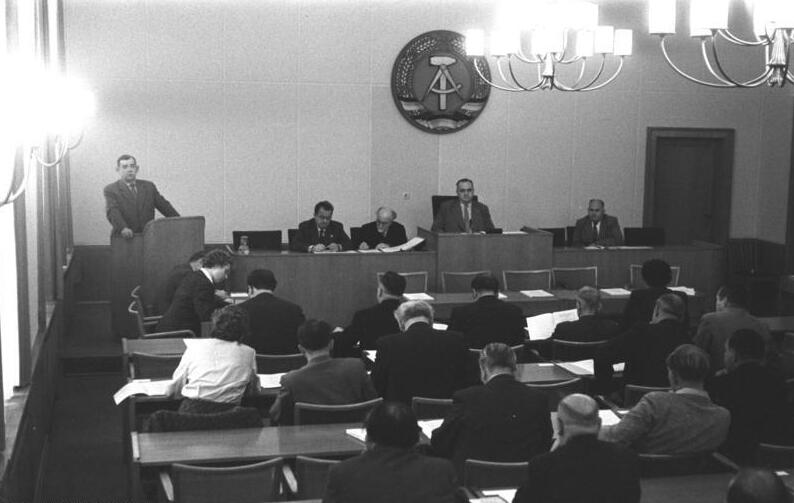
Plenarsaal der Länderkammer der DDR (1958)

## Die Länder 1990
Im Juli 1990 wurde durch das Ländereinführungsgesetz beschlossen, mit dem Beitritt der DDR zur Bundesrepublik die Bezirke abzuschaffen und wieder durch fünf Länder zu ersetzen. Die Grenzen der Länder wurden dabei neu festgelegt, wobei teilweise die Bezirksgrenzen übernommen wurden. In einigen Kreisen fanden auch Volksentscheide über die Landeszugehörigkeit statt. Das Land Mecklenburg erhielt den Namen Mecklenburg-Vorpommern, den es bereits 1947 kurzzeitig geführt hatte. Als neue Bundesländer entstanden die fünf Länder gleichzeitig mit dem Untergang der DDR durch die deutsche Wiedervereinigung am 3. Oktober 1990 und wurden zu Ländern der Bundesrepublik Deutschland.